# حركة عطاء
حركة عطاء: هو حزب سياسي عراقي أنشأه رئيس هيئة الحشد الشعبي ومستشار الأمن الوطني العراقي فالح الفياض.

## بدايات حركة عطاء
اجتمع الأعضاء المؤسسون للحزب في سنة 2017، وتأسست النواة الأولى لحركة عطاء على صيغة هيئة مؤلفة من 8 أعضاء، وكان لـفالح الفياض دور رئيسي في لجنة قيادة الحركة الذي تشكل لخلق حالة توازن فكري مع الشيوعية والعلمانية والقومية العربية وغيرها من الأفكار الأخرى.

## وصلات خارجية
- الموقع الرسمي لـ فالح الفياض
- فالح الفياض اثناء تأسيس حركة عطاء - يوتيوب
- كلمة فالح الفياض اثناء تأسيس حركة عطاء - يوتيوب